# Alvorada do Norte
Pour les articles homonymes, voir Alvorada (homonymie).
Alvorada do Norte est une municipalité brésilienne de l'État de Goiás et la microrégion du Vão do Paranã.